# Administración de Ferrocarriles del Estado

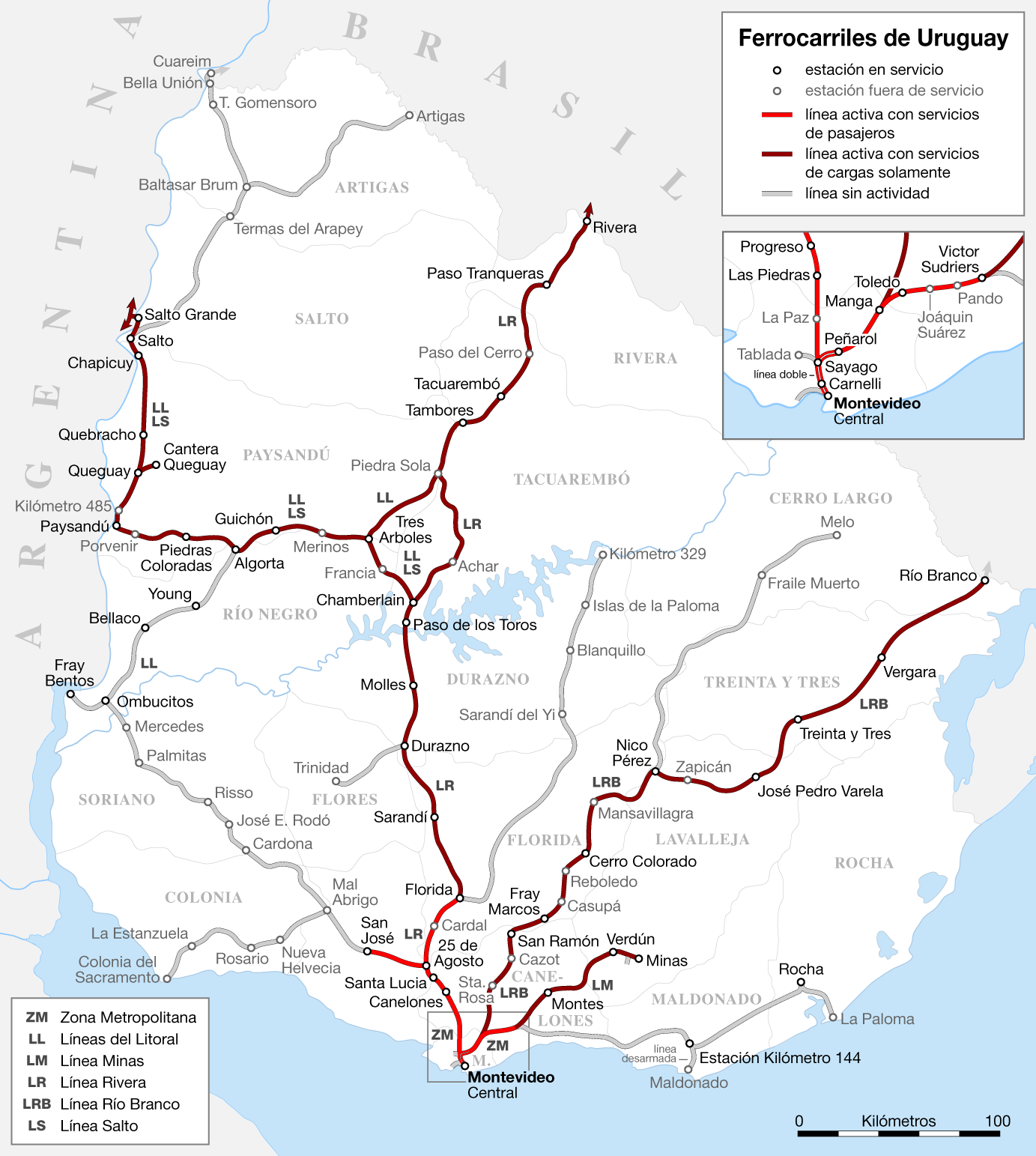
Mappa della rete ferroviaria dell'Uruguay

L'Administración de Ferrocarriles del Estado (in italiano: Amministrazione delle Ferrovie dello Stato), o AFE, è l'agenzia statale dell'Uruguay incaricata del trasporto ferroviario e della manutenzione delle rete ferroviaria uruguaiana.

## Storia
Il 31 dicembre 1948 il Parlamento approvò alcuni progetti per l'acquisto delle ferrovie straniere, scaricando parte del debito di 17 milioni di sterline, dovuto all'Uruguay dal Regno Unito per acquisti fatti durante la seconda guerra mondiale. Il 31 gennaio 1949 le ferrovie furono nazionalizzate. Nell'agosto di quell'anno, il ramo esecutivo del governo propose all'Assemblea Generale la creazione di un organismo chiamato Direzione dei Trasporti Terrestri dello Stato (ATTE), incaricato di quanto segue:
- Gestire il trasporto stradale di merci e persone
- Gestire e mantenere efficiente la rete ferroviaria
- Fornire servizi sulle strade costruite e mantenute efficienti dal Ministero dei Trasporti

Il monopolio, proposto per evitare una competizione rovinosa tra imprese private, avrebbe rappresentato una fase di preparazione alla privatizzazione. A causa di difficoltà incontrate nell'ottenere l'approvazione del progetto, l'esecutivo decise di non portare avanti la proposta e di limitare le funzionalità della nuova entità alla gestione del trasporto ferroviario. Nel frattempo, tra il 31 gennaio 1949 e il 19 settembre 1952 il paese possedeva due ferrovie statali: la Ferrocarril Central del Uruguay (per le compagnie nazionalizzate) e la ferrovia dello stato e la rete tramviaria, che rimasero al primo posto nei progetti precedenti. Le due compagnie vennero fuse con la creazione dell'Amministrazione delle Ferrovie dello Stato (AFE) il 19 settembre 1952.